# Bettahosapura, Kolar
Bettahosapura là một làng thuộc tehsil Kolar, huyện Kolar, bang Karnataka, Ấn Độ.